# Alex Croak
Alexandra Alex Croak, född 9 juli 1984 i Sydney, Australien, är en australisk simhoppare och gymnast som tävlat i de olympiska sommarspelen i båda sporterna. Hon representerade Australien i olympiska sommarspelen 2000 i gymnastik och togs ut att tävla för Australien i olympiska sommarspelen 2008 i simhopp. Hon var den första australier att vinna guld i två olika sporter vid samväldesspelen.